# Campeonato Mundial de Snowboard de 2019 - Snowboard cross feminino
A prova do Snowboard cross feminino do Campeonato Mundial de Snowboard de 2019 ocorreu entre os dias 31 de janeiro e 1 de fevereiro na cidade de  Park City,  em Utah, nos Estados Unidos. 

## Medalhistas
| Ouro              | Prata                  | Bronze               |
| Eva Samková (CZE) | Charlotte Bankes (GBR) | Michela Moioli (ITA) |

## Resultados

### Qualificação
Um total de 27 snowboarders participaram da competição.  A prova ocorreu dia 31 de janeiro com inicio  às 12:20.  As 16 melhores avançaram para a fase final.
| Colocação | Bib | Nome                            | Nacionalidade  | Descida 1 | Colocação | Descida 2 | Colocação | Melhor  | Notas |
| --------- | --- | ------------------------------- | -------------- | --------- | --------- | --------- | --------- | ------- | ----- |
| 1         | 13  | Eva Samková                     | Chéquia        | 1:08.71   | 1         |           |           | 1:08.71 | Q     |
| 2         | 9   | Nelly Moenne-Loccoz             | França         | 1:09.33   | 2         |           |           | 1:09.33 | Q     |
| 3         | 16  | Charlotte Bankes                | Grã-Bretanha   | 1:09.90   | 3         |           |           | 1:09.90 | Q     |
| 4         | 6   | Michela Moioli                  | Itália         | 1:10.06   | 4         |           |           | 1:10.06 | Q     |
| 5         | 2   | Lindsey Jacobellis              | Estados Unidos | 1:10.07   | 5         |           |           | 1:10.07 | Q     |
| 6         | 14  | Chloé Trespeuch                 | França         | 1:10.86   | 6         |           |           | 1:10.86 | Q     |
| 7         | 7   | Francesca Gallina               | Itália         | 1:10.90   | 7         |           |           | 1:10.90 | Q     |
| 8         | 4   | Meryeta O'Dine                  | Canadá         | 1:11.02   | 8         |           |           | 1:11.02 | Q     |
| 9         | 3   | Raffaella Brutto                | Itália         | 1:11.06   | 10        | 1:10.80   | 1         | 1:10.80 | q     |
| 10        | 17  | Kristina Paul                   | Rússia         | 1:12.36   | 16        | 1:10.93   | 2         | 1:10.93 | q     |
| 11        | 11  | Lara Casanova                   | Suíça          | 1:11.03   | 9         | 1:11.95   | 8         | 1:11.03 | q     |
| 12        | 15  | Julia Pereira de Sousa Mabileau | França         | 1:12.03   | 15        | 1:11.23   | 3         | 1:11.23 | q     |
| 13        | 12  | Sina Siegenthaler               | Suíça          | 1:11.31   | 11        | DNF       | DNF       | 1:11.31 | q     |
| 14        | 5   | Sofia Belingheri                | Itália         | 1:11.86   | 13        | 1:11.37   | 4         | 1:11.37 | q     |
| 15        | 8   | Carle Brenneman                 | Canadá         | 1:11.73   | 12        | 1:11.47   | 5         | 1:11.47 | q     |
| 16        | 10  | Hanna Ihedioha                  | Alemanha       | 1:19.70   | 26        | 1:11.49   | 6         | 1:11.49 | q     |
| 17        | 19  | Jana Fischer                    | Alemanha       | 1:12.71   | 17        | 1:11.82   | 7         | 1:11.82 |       |
| 18        | 1   | Manon Petit-Lenoir              | França         | 1:11.91   | 14        | 1:12.25   | 9         | 1:11.91 |       |
| 19        | 20  | Muriel Jost                     | Suíça          | 1:12.81   | 18        | 1:12.76   | 10        | 1:12.76 |       |
| 20        | 22  | Yulia Lapteva                   | Rússia         | 1:12.84   | 19        | 1:13.72   | 13        | 1:12.84 |       |
| 21        | 23  | Mariya Vasiltsova               | Rússia         | 1:14.39   | 23        | 1:13.34   | 11        | 1:13.34 |       |
| 22        | 26  | Stacy Gaskill                   | Estados Unidos | 1:14.94   | 24        | 1:13.53   | 12        | 1:13.53 |       |
| 23        | 21  | Zuzanna Smykała                 | Polónia        | 1:14.39   | 22        | 1:13.73   | 14        | 1:13.73 |       |
| 24        | 18  | Meghan Tierney                  | Estados Unidos | 1:13.77   | 20        | 1:13.82   | 15        | 1:13.77 |       |
| 25        | 25  | Livia Molodyh                   | Estados Unidos | 1:14.04   | 21        | 1:15.87   | 18        | 1:14.04 |       |
| 26        | 24  | Anna Miller                     | Estados Unidos | 1:15.22   | 25        | 1:15.28   | 16        | 1:15.22 |       |
| 27        | 27  | Vendula Hopjáková               | Chéquia        | 1:25.31   | 27        | 1:15.77   | 17        | 1:15.77 |       |

## Fase eliminatória
A seguir estão os resultados das eliminatórias.  As 16 melhores qualificadAs avançaram para as quartas de final. A partir daqui, elas participaram de corridas de eliminação de quatro pessoas, com os dois primeiros de cada corrida avançando.

### Quartas de final
| Posição | Bib | Nome             | Nacionalidade | Notas |
| ------- | --- | ---------------- | ------------- | ----- |
| 1       | 1   | Eva Samková      | Chéquia       | Q     |
| 2       | 9   | Raffaella Brutto | Itália        | Q     |
| 3       | 16  | Hanna Ihedioha   | Alemanha      |       |
| 4       | 8   | Meryeta O'Dine   | Canadá        |       |

| Posição | Bib | Nome             | Nacionalidade | Notas |
| ------- | --- | ---------------- | ------------- | ----- |
| 1       | 6   | Chloé Trespeuch  | França        | Q     |
| 2       | 3   | Charlotte Bankes | Grã-Bretanha  | Q     |
| 3       | 11  | Lara Casanova    | Suíça         |       |
| 4       | 14  | Sofia Belingheri | Itália        |       |

| Posição | Bib | Nome                            | Nacionalidade  | Notas |
| ------- | --- | ------------------------------- | -------------- | ----- |
| 1       | 4   | Michela Moioli                  | Itália         | Q     |
| 2       | 5   | Lindsey Jacobellis              | Estados Unidos | Q     |
| 3       | 12  | Julia Pereira de Sousa Mabileau | França         |       |
|         | 13  | Sina Siegenthaler               | Suíça          | DNS   |

| Posição | Bib | Nome                | Nacionalidade | Notas |
| ------- | --- | ------------------- | ------------- | ----- |
| 1       | 7   | Francesca Gallina   | Itália        | Q     |
| 2       | 15  | Carle Brenneman     | Canadá        | Q     |
| 3       | 2   | Nelly Moenne-Loccoz | França        |       |
|         | 10  | Kristina Paul       | Rússia        | DNF   |

### Semifinal
| Posição | Bib | Nome               | Nacionalidade  | Notas |
| ------- | --- | ------------------ | -------------- | ----- |
| 1       | 1   | Eva Samková        | Chéquia        | Q     |
| 2       | 4   | Michela Moioli     | Itália         | Q     |
| 3       | 5   | Lindsey Jacobellis | Estados Unidos |       |
| 4       | 9   | Raffaella Brutto   | Itália         |       |

| Posição | Bib | Nome              | Nacionalidade | Notas |
| ------- | --- | ----------------- | ------------- | ----- |
| 1       | 3   | Charlotte Bankes  | Grã-Bretanha  | Q     |
| 2       | 7   | Francesca Gallina | Itália        | Q     |
| 3       | 6   | Chloé Trespeuch   | França        |       |
| 4       | 15  | Carle Brenneman   | Canadá        |       |

### Final
Pequena final
| Posição | Bib | Nome               | Nacionalidade  | Notas |
| ------- | --- | ------------------ | -------------- | ----- |
| 5       | 5   | Lindsey Jacobellis | Estados Unidos |       |
| 6       | 9   | Raffaella Brutto   | Itália         |       |
| 7       | 6   | Chloé Trespeuch    | França         |       |
| 8       | 15  | Carle Brenneman    | Canadá         |       |

Grande final
| Posição           | Bib | Nome              | Nacionalidade | Notas |
| ----------------- | --- | ----------------- | ------------- | ----- |
| Medalha de ouro   | 1   | Eva Samková       | Chéquia       |       |
| Medalha de prata  | 3   | Charlotte Bankes  | Grã-Bretanha  |       |
| Medalha de bronze | 4   | Michela Moioli    | Itália        |       |
| 4                 | 7   | Francesca Gallina | Itália        |       |

Legenda
| Recorde mundial       | Recorde mundial (World record)               |                       | Recorde africano                      | Recorde africano (African) |                                           | Q | Classificado por posição (Qualified) |
| Recorde do campeonato | Recorde do campeonato (Championship record)  | Recorde da América    | Recorde da América (Americas)         | q                          | Classificado por melhor tempo (Qualified) |   |                                      |
| Melhor marca do ano   | Melhor marca do ano (World leading)          | Recorde asiático      | Recorde asiático (Asian)              | DNS                        | Não largou (Did not start)                |   |                                      |
| Recorde nacional      | Recorde nacional (National record)           | Recorde europeu       | Recorde europeu (European)            | DNF                        | Não terminou (Did not finish)             |   |                                      |
| Recorde pessoal       | Recorde pessoal do atleta (Personal best)    | Recorde da Oceania    | Recorde da Oceania (Oceania)          | DSQ / DQ                   | Desclassificado (Disqualified)            |   |                                      |
| Recorde da temporada  | Recorde da temporada do atleta (Season best) | Recorde sul-americano | Recorde sul-americano (South America) | NM                         | Sem marca (No mark)                       |   |                                      |